# オードナンス QF 32ポンド砲
オードナンス QF 32ポンド砲（英: Ordnance Quick-Firing 32-pounder）は第二次世界大戦時のイギリス軍によって運用された口径94mm戦車砲で、オードナンス QF 17ポンド砲を代替する目的で開発された。この戦車砲はトータス重突撃戦車の主兵装として搭載された。

## 概要
この砲は従来の17ポンド砲の後継としてイギリス軍の「17ポンド砲よりも25%以上効果的である砲が必要」という要望に基づき、1942年10月より開発が開始された。当初は 55 ポンド砲の案が検討されていたが、新たな17ポンド砲の砲弾が開発されたことで55ポンド砲の有利性は無くなり、弾薬の取り扱いと保管が困難であるとして55ポンド砲の開発は却下された。
検討された他の案には、既存の17ポンド砲から1,080 m/sの初速で4 ポンド(1.8 kg)の高速徹甲弾(APCR) を発射するというもの、 88 mm口径の砲に76mmから57mmへと口径が縮小する減口径砲身を追加・延長して口径漸減砲（ゲルリッヒ砲を参照）とし、3.5 ポンド（1.6 kg）の徹甲複合材非剛体（APCNR）弾を1,400 m/s の初速で発射するというもの等があったが、いずれも却下されている。 最終的には改良の余地も考慮して 3.7 インチ 30 ポンドを基準とすることが提案され、1943年9月に QF 3.7インチ高射砲が開発・改造のベースとして選定された。
開発中、37ポンド(17 kg) の弾を使用して性能の向上を狙うことが提案されQF 37ポンド砲 EX1 とされたが、1944年6月の射撃試験の結果に基づき37ポンドの弾は却下された。その後32 ポンドの弾(14.5 kg) を使用することが決定され正式にQF 32ポンド砲 として採用された。

## 戦車砲として
このオードナンス QF 32ポンド砲はQF 3.7インチ高射砲を改造したものである。94×909mmもの長大な薬莢を使用し分離薬莢方式であった。本砲は32ポンド（14.5kg）の被帽徹甲弾を初速930m/sで、15.3ポンド（6.9kg）の装弾筒付徹甲弾（APDS）を初速1540m/sで発射する。
通常の徹甲弾を用いた射撃試験では約1,000ヤード（914m）の距離からドイツ陸軍のV号戦車パンターの正面装甲を撃ち抜いて撃破した他、1945年6月28日に行われた射撃試験で発射されたMk.3 APDS弾は、4,880フィート（約1487m）先の50°傾斜した200mm（垂直311mmに相当）の均質圧延装甲を貫徹した。
これは17ポンド砲及び、オードナンス QF 20ポンド砲で使用されるAPDSの貫徹力を上回り、初期の装弾筒付翼安定徹甲弾（APFSDS）に匹敵する。この貫徹力はドイツ陸軍のティーガーII重戦車やヤークトティーガー駆逐戦車の砲塔前面装甲を貫徹する程である。

## 使用弾薬
本砲では上記の他にも複数種類の砲弾を使用可能であった。代表的なものが下記の通りに挙げられる。
H.E. Mk 1
H.E. Mk 2
H.E. Mk 3
APCBC/T Mk1
APCBC/T Mk2
APCBC/T Mk3
※「T」は曳光弾であることを示す。

## 仕様
- 口径: 94 mm (3.7インチ)
- 砲身長: 5.89 ｍ (62.6口径)
- 薬室圧力：49,200 psi (339 MPa)
- 重量:2972kg
- 最大有効射程:4600 m
- 砲弾: 94×909mmR